# 1842 Hynek
1842 Hynek је астероид главног астероидног појаса чија средња удаљеност од Сунца износи 2,267 астрономских јединица (АЈ).
Апсолутна магнитуда астероида је 12,41.